# هال رید (بازیگر)
هال رید (انگلیسی: Hal Reid; ۱۴ آوریل ۱۸۶۳ – ۲۲ مهٔ ۱۹۲۰) نمایشنامه‌نویس و هنرپیشه اهل ایالات متحده آمریکا بود.